# Il LA cristiano
Il LA cristiano è l'ottavo album in studio registrato dal cantante christian metal Fratello Metallo.

## Tracce
1. Noto come ignoto
2. Chaire, Maria
3. Io sono via, verità e vita
4. Jeshuah
5. Goccia d'eterno
6. Cinereo
7. Gloria
8. Spirito vivente
9. Dono donato
10. Dal Padre e dal Figlio
11. Più t'abbandoni in lui
12. Al di là di ogni paura
13. Maranatà
14. Credere vero
15. Creatore
16. Quello che Dio vuole
17. Dio piange?
18. Ehyhe Asher Ehyhe
19. L'essenziale cristiano